# Bactrocera banneri
Bactrocera banneri är en tvåvingeart som beskrevs av White 1999. Bactrocera banneri ingår i släktet Bactrocera och familjen borrflugor. Inga underarter finns listade.